# Якушев, Селиверст Иванович
Селиверст Иванович Якушев (1881, с. Колонтаево, Калужская губерния — 1965, Новосибирск) — русский революционер, участник Революции 1905 года, партийный деятель, организатор пищевой промышленности.

## Биография
Родился в 1881 году в селе Колонтаево Калужской губернии в семье рабочего. С 1893 по 1905 год трудился кондитером и каменщиком в Москве. В 1905 году вступил в РСДРП. Принимал активное участие в апрельской и октябрьской стачках, а также Декабрьском восстании 1905 года.
Приехав в 1906 году в Самару, был арестован и отправлен в Троицк (современная Оренбургская область), но смог сбежать. Скрывался в Москве, Калуге, Торжке, в августе 1907 года переселился в Томск. После арестов в октябре 1908 и феврале 1909 года за деятельность в Томской организации РСДРП находился в ссылке в Берёзове, из которой организовал очередной  побег.
Проживал в Барнауле, Омске, в конце 1915 года переехал в Новониколаевск. В 1916 году по заданию социал-демократов отзывал с Военно-промышленного комитета рабочих представителей.
С марта 1917 года состоял в Совете рабочих и солдатских депутатов; создал профсоюз булочников. 9 апреля этого года вступил в городское центральное бюро профсоюзов; в июле был участником демонстрации новониколаевских рабочих и солдат. С ноября 1917 года — в составе городской думы, с 14 декабря — член исполкома и казначей Совета.
В ходе восстания 26 мая 1918 года был арестован и вплоть до февраля 1920 года отбывал тюремный срок. Вернувшись в апреле в Новониколаевск, занимался советской и партийной работой.
В 1923 году организовал хлебокомбинат и стал его директором.

## Память
Похоронен на Заельцовском кладбище Новосибирска (квартал 37).
В Новосибирске именем Якушева названы хлебокомбинат и улица. На здании средней школы № 2 и Доме Общества политкаторжан, в котором он жил с 1937 года, установлены мемориальные доски.

## Награды
В 1955 году был удостоен ордена Ленина.